# Anjans fjällstation
Anjans fjällstation är ett hotell och en restaurang som ligger mellan sjön Anjan och Baksjön i västra Jämtland. Fjällstationen grundades av Eyvind Frölich 1937 och uppfördes i en rustik nordamerikansk stil, inspirerad av Frölichs tid som trapper i Alaska. I närheten av Anjan börjar flera vandrings- och skidleder in i Skäckerfjällens naturreservat. Anjans fjällstation har sedan 1940-talet en raststuga vid Mansjön, 8 kilometer norr om Anjan.